# Estero Hondo
Estero Hondo är en ort i Dominikanska republiken.   Den ligger i provinsen Puerto Plata, i den nordvästra delen av landet, 190 km nordväst om huvudstaden Santo Domingo. Estero Hondo ligger 13 meter över havet och antalet invånare är 1 649.
Terrängen runt Estero Hondo är platt åt nordost, men åt sydväst är den kuperad. Havet är nära Estero Hondo åt nordväst. Runt Estero Hondo är det ganska tätbefolkat, med 108 invånare per kvadratkilometer. Närmaste större samhälle är Cerro de Navas, 19,5 km öster om Estero Hondo. Omgivningarna runt Estero Hondo är en mosaik av jordbruksmark och naturlig växtlighet.